# Jumprava
«Jumprava» («Ю́мправа», в переводе с латышского «барышня») — латвийская музыкальная группа, исполняющая музыку в стиле синти.

## История
Группа возникла в начале 1984 года усилиями экс-звукорежиссёра ансамбля «Опус» Эдмунда Жазерскиса и бывшего басиста ансамбля «Зодиак» Айнара Ашманиса. В первый состав группы входили: Айнарс Ашманис, Марис Юрьянс, Айнарс Вильде и Антония Бредака.
Во время записи дебютного магнитоальбома распадался первый состав. На смену Вильде и Бредаке приходят Херманис Каминскис, Ингус Улманис, Айгарс Войтишкис и Айгарс Граверс. В этом составе и записывается дебютный магнитоальбом «No tēvu zemes» (Из отчего края).
В 1986 году на фирме «Мелодия» выходит сборник «Mikrofons-86» — лучшие песни Латвии, написанные в этом году. Среди песен этого сборника был трек «N-tā pietura» (Остановка N) в исполнении «Юмправы». Группу покидают Каминскис и Юрьянс, на смену которым приходят Айгарс Грауба и Айгарс Кресла. В частности, Айгарс Грауба написал песню «Tālu aizgāja» (с ней группа выступила на «Mikrofons-87»), а Айгарс Кресла — «Teātris». Оба этих трека попали на первый полноформатный винил группы, который так и назывался — «Jumprava» (1988).
В это же время происходит последняя перемена состава. Вокалист Ингус Улманис и гитарист Айгарс Войтишкис уходят из группы и создают брит-поп-проект Ladezers. С этого момента и до завершения проекта в составе группы: Айнарс Ашманис — бас, клавиши, вокал, Айгарс Грауба — клавиши, Айгарс Граверс — гитара, клавиши, вокал, Айгарс Кресла — ударные, клавиши. В полном составе группа снимается в мюзикле Айгара Граубы и Игоря Линги «Thus spoke the city» (О нас говорят в городе), где впервые прозвучала англоязычная версия песни «Ziemeļmeita». В 1988 году выходит официальное видео на песню «Ziemeļmeita» на латышском языке; клип показывают в передаче «Утренняя почта».
В 1989 году выходит альбом «Pilsēta» с такими песнями, как «Šeit lejā», «Ziemeļmeita» и «Vēlreiz», после чего группа прекратила деятельность на 9 лет. В это время Айгарс Грауба занимался режиссированием кинофильмов, написал музыку к фильму «Рок-н-ролл Балтии» (1992). Айгарс Граверс выпускал сольные альбомы, отличающиеся по стилистике от звука группы «Jumprava».
В 1997 году группа воссоединилась для написания альбома «Laika atšķirību romance».
Затем в 2001 и 2005 годах выходят альбомы «Trajektorija» и «Inkarmo».

## Дискография
- No tēvu zemes (1985) (магнитоальбом)
- Jumprava (1988)
- Pilsēta (1989)
- '84 — '87 (1995) (сборник)
- '88 — '90 (1996) (сборник)
- Laika atšķirību romance (1998)
- Labāko dziesmu izlase (1999) (сборник)
- Trajektorija (2001)
- Inkarmo (2005)
- Labāko dziesmu izlase II daļa. 1984—1990 (2006) (сборник)
- Labāko dziesmu dubultizlase: Dzīvo silti! (2006) (сборник)
- Izredzētais. Rokopera (2007) (рок-опера)
- Laiks runā (2014)
- Insomnia (2019)

## Состав
- Айнарс Ашманис
- Айгарс Грауба
- Айгарс Граверс
- Айгарс Кресла

### Бывшие участники
- Ингус Улманис
- Айгарс Войтишкис
- Марис Юрьянс
- Айнарс Вильде
- Херманис Каминскис
- Антония Бредака
- Викторс Вершицкис
- Индулис Братка
- Янис Бебрис
- Андрис Булавиновс
- Петерис Стиканс
- Унгарс Савицкис
- Роландс Улдрис
- Григорийс Зильберс
- Андрис Рейнис
- Артурс Стродс
- Лигита Зейле
- Гунта Кондрате